# Acrosticta fiebrigi
Acrosticta fiebrigi är en tvåvingeart som beskrevs av Lindner 1928. Acrosticta fiebrigi ingår i släktet Acrosticta och familjen fläckflugor.
Artens utbredningsområde är Paraguay. Inga underarter finns listade i Catalogue of Life.